# Aspergillus nidulans
Aspergillus nidulans (sin. Emericella nidulans) es una de las muchas especies de hongos filamentosos en el filo Ascomycota. Es un importante organismo de estudio en células eucariotas
y tiene una larga historia de su uso para estudios de una amplia gama de temas incluyendo problemas genéticos básicos (recombinación, reparar ADN, mutaciones), control de ciclo celular y patogénesis, y metabolismo de otras especies de Aspergillus por más de 50 años.
Es la única especie en su género apta para formar esporas sexuales a través de la meiosis, pudiendo realizar cruzamientos de razas en laboratorio. A. nidulans es un hongo homotálico, capaz de autofertilizarse y formar cuerpo de fructificación en  ausencia del compañero o pareja sexual.

## Morfología

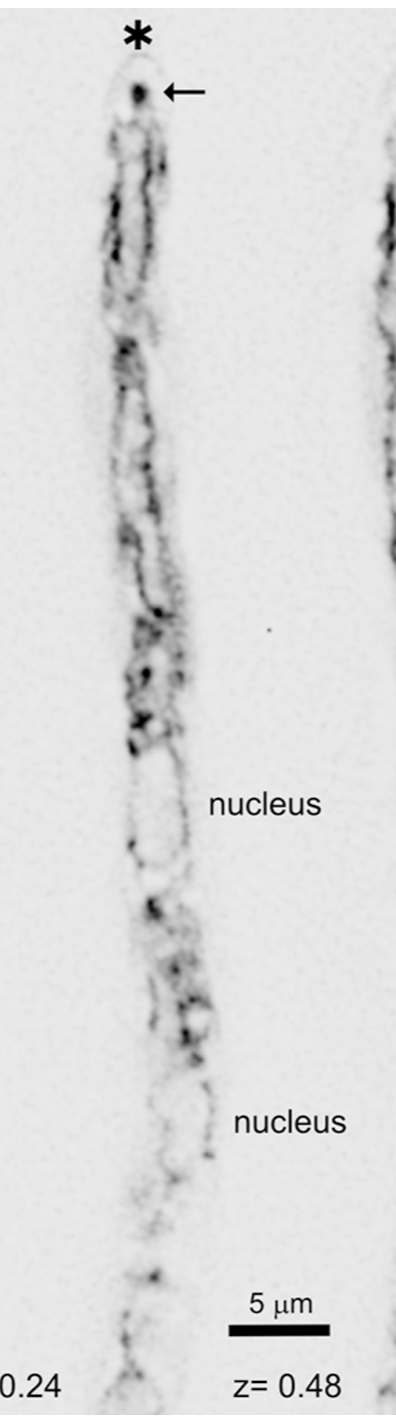
A. nidulans célula viva, el RER marcado endógenamente con GFP (negro).
El asterisco indica el borde apical de la hifa.
La flecha indica la protrusión proximal al ápice del RE. Microscopía de epifluorescencia. Inmunofluorescencia.

### Retículo
La red del RE de A. nidulans incluye hebras periféricas brillantemente fluorescentes y envolturas nucleares marcadas más débilmente. 
En las hifas, las estructuras periféricas del RE más abundantes corresponden a hebras asociadas a la membrana plasmática que están polarizadas, pero no invaden la cúpula de la punta de la hifa.

## Genoma
Su genoma secuenciado en el Instituto Broad, fue publicado en diciembre de 2005. Tiene 30 millones de pares de bases en tamaño y está predicto que contiene alrededor de 9.500 genes sintetizadores de proteínas en ocho cromosomas.